# Steve Schirripa
Steven R. Schirripa (født 3. september 1957 i Brooklyn i New York City) er en amerikansk forfatter og skuespiller som er mest kendt for sin rolle som Bobby Baccalieri i den prisbelønnede amerikanske tv-serie The Sopranos' fra 2000 til 2007.
Schirripa har før Sopranos kun haft mindre biroller i diverse film og tv-serier. Han har medvirket i film som The Runner og Joe Dirt, og tv-serier som Star Trek: Enterprise, Hollywood Squares og Law & Order.
Schirripa fik fra december 2007 sit eget «kokke-program» på TV. 
I 2010 spillede han rollen som madlavningsinstruktøren Carlos i Clint Eastwoods dramafilm Hereafter.

## Andet
- Før skuespillerkarrieren arbejdede han som «entertainment director» på Riviera hotel og casino i Las Vegas.
- Han har skrevet fire bøger, A Goomba's Guide to Life (2003), The Goomba's Book of Love (2005), The Goomba Diet: Living Large and Loving It (2006) og Nicky Deuce (2007).
- Han ever i Las Vegas med sin kone Laura, og to døtre Bria og Ciara.